# Grassobbio
Grassobbio (lombardul: Grasòbe) település Olaszországban, Lombardia régióban, Bergamo megyében. Lakosainak száma 6450 fő (2023. január 1.). Grassobbio Cavernago, Orio al Serio, Seriate és Zanica községekkel határos.

## Népesség
A település lakossága az elmúlt években az alábbi módon változott:
| Lakosok száma | 6407 | 6401 | 6450 |
|               | 2017 | 2018 | 2023 |